# Absolute Music 15
Absolute Music 15 er en kompilation i serien Absolute Music udgivet den 24. september 1997. Nogle af sangene udkom senere på The Best Of Absolute Music 13-14-15.

## Spor
1. Paul McCartney – "Young Boy"
2. Meredith Brooks – "Bitch"
3. Hanson – "MMMBop"
4. Los Umbrellos – "No Tengo Dinero"
5. R. Kelly – "Gotham City"
6. The Verve – "Bitter Sweet Symphony"
7. Juice – "Best Days"
8. Olive – "You're Not Alone"
9. Michael Learns To Rock – "Paint My Love"
10. Eternal feat. Bebe Winans – "I Wanna Be The Only One"
11. Thomas Helmig – "She Belongs To Me"
12. Toni Braxton – "I Don't Want To"
13. Depeche Mode – "It's No good"
14. Robyn – "Show Me Love"
15. Texas – "Halo"
16. Gary Barlow – "Love Won't Wait"
17. Wet Wet Wet – "Strange"
18. The Brand New Heavies – "Sometimes"